# 南外バスストップ
南外バスストップ（なんがいバスストップ）は、秋田県大仙市の秋田自動車道上にある高速バス専用のバス停留所である。

## 概要
秋田県道30号神岡南外東由利線と秋田自動車道の交点付近に位置する。南西に3kmほどで南外の中心部、北東に5kmほどで神宮寺駅に出られる。

## 停車路線
- 高速 湯沢〜秋田線 （羽後交通・秋田中央交通）
湯沢営業所 - 湯沢駅前角 - 表町 - 岩崎 - 道の駅十文字 - （十文字IC） - （横手IC） - 横手インター入口 - 横手駅西口 -  横手北インター - （横手北SIC） - 角間川バスストップ - 南外バスストップ - （秋田南IC） - イオン御所野店前 - 仁井田中丁 - 大野口 - 茨島 - 長崎屋バスターミナル - 山王十字路 - 川反入口 - 秋田駅前 - 県庁・市役所前 - 八橋市民広場・裁判所前

## 隣
E46 秋田自動車道
(4)大曲IC - 南外BS - (4-1)西仙北SA/SIC
座標: 北緯39度28分12.3秒 東経140度22分51.0秒 / 北緯39.470083度 東経140.380833度